# 滝あきら
滝 あきら（たき あきら、1922年11月3日? - 1992年2月23日）は、漫談家。本名は滝井 伊太郎。

## 来歴・人物
大阪府大阪市（本人談による）の生まれ、生年は1922年とも1924年とも1925年ともいわれる。亡くなるまで生年を嘘をついていたという。滝井健二の門下。西条凡児と比較されることが多く、凡児が毒舌でテレビ・ラジオの世界で売ったのに対して、あきらは吉本興業の舞台旧うめだ花月等で、艶ネタや世相風刺で売った。世間での評価はあまりなかったが、芸人には愛された。楽屋では「ガッツ滝」と呼ばれていた。
1992年2月23日、敗血症で死去。月亭八方の1992年の著書の「吉本芸人大百科」では享年70とある。
落語家の笑福亭松之助と親交があった。かつらをかぶっていた事で知られる。
1989年11月3日に放送された晴れ時々たかじん1×20 AB型タレント20人に出演しており、血液型はAB型と思われる。

## 弟子
- 滝トール
- 九十九一
- 村上ショージ
- ベン山形（孫弟子）